# Hallett Gilberte
Hallett Gilberte (Winthrop, 14 de març de 1872 - [...?], 5 de gener de 1946) fou un compositor estatunidenc.
És autor d'una sèrie d'operetes de caràcter popular, entre les que mereixen citar-se: In Reverie; Spanish Serenade; Two Roses (1912); Moonlight and Starlight (1915), i d'altres